# クロッセ秋田
クロッセ秋田（クロッセあきた）は、 秋田県秋田市中通にある集合住宅、店舗、事務所等で構成される複合施設である。

## 概要
「少子高齢化の進行による社会保障費の増加」、「人口減少率全国1位」、「税収入の減少」、「長寿でありながら健康期間が短い」などの課題を抱えている秋田県において、その課題解決に向けて、「CCRC（移住・定住）」、「コンパクトシティ（中心市街地の活性化）」、「スマートウェルネス（健康長寿）」の3つのコンセプトを掲げ秋田版CCRC拠点整備事業として、秋田県、秋田市、地元不動産会社、金融機関および大手住宅デベロッパーを中心に公民連携により検討され、具現化された複合施設である。
計画地は秋田駅から徒歩4分、仲小路商店街に位置しながら長年低利用地であった地元金融機関の敷地を活用することにより、「秋田駅周辺」、「エリアなかいち」という他の中心市街地再開発エリアとも連携し賑わいを創出するものとし、クロッセ秋田の施設建設物の整備にあたっては、秋田市中心市街地共同住宅供給事業計画に基づき国土交通省所管の優良建築物整備事業を活用し実現している。2020年10月5日に一部テナント部分がオープンし、翌月下旬から集合住宅の入居が始まった。総事業費は約30億円。
外装
建物の形状は秋田駅近傍のこの立地にふさわしい高さ約60mのタワーであるが、集合住宅部分の形状を中層よりセットバックを行い円弧状の形状とすることで、周辺への圧迫感の軽減を配慮した外観計画とした。低層部はガラスカーテンウォールを用いることで開放的な装いとし、地域に開かれた建物のイメージを体現することを目指した。

## 施設構成

### 低層部
1階に路面店となる北都銀行、秋田信用金庫、薬局の各店舗を置き、施設部分エントランスホールの吹抜けを介して1階～2階の空間に連続・一体性を持たせ、2階には地域交流スペースを中心にその周りにカフェ、飲食、終活相談・暮らしの保健室が囲み、「憩い集える空間を演出」、他に秋田杉をイメージした内装の銀行保険窓口と秋田ケーブルテレビのサテライトスペースを配置した。3、4階には内科、美容を、4階には歯科といったクリニックゾーンを設け、さらに4階の一部には、エステ・リラクゼーションルームを配した。また、2022年5月には2階に日本郵船秋田支店が入居した。

### 中高層部
5階～17階に配置された総戸数60戸は全て分譲住宅として計画され、1LDKから4LDKまで計14タイプ計画し、さらにプラン変更等にも対応して、購入者の多様な世代、ライフスタイルに対応したものとなっている。独立した集合住宅用エントランスを設け、内部型の共用廊下とすることで、気候の厳しい風土に対しての対応が行われ、また決して広くはない敷地であるため、必要となる2本の避難階段を一つの階段室にそれぞれ区画したX階段で計画し、省スペース化を図っている。加えて、設備的には消防法施行令第8条区画をし、さらに消防特例を受けることで、共同住宅の消防設備負担を低減させている。
2019年6月末から販売を始め、9月末までに完売した。契約者のうち83%が秋田市を中心とした県内在住者、17%が首都圏などの県外在住者だったという。